# Peter Baldwin (professeur)
Pour les articles homonymes, voir Peter Baldwin et Baldwin.
Peter Baldwin (né le 22 décembre 1956) est un philanthrope et enseignant chercheur en histoire à l'Université de Californie à Los Angeles. Il a écrit plusieurs livres sur l'Europe.

## Biographie
Baldwin a effectué des études à l'Université Harvard et l'Université Yale.
Sa femme Lisbet Rausing et lui ont co-fondé l'Arcadia Fund et administrent en partie l'organisme. En mars 2013, le fonds gère environ 500 millions de dollars américains, alors qu'il en accorde environ 363 millions en bourses en décembre 2017. Parmi les projets subventionnés, on compte notamment l'Endangered Languages Documentation program de l'Académie des sciences de Berlin-Brandebourg, l'Endangered Archive Program de la British Library et Fauna & Flora International's Halcyon Land and Sea fund.
Le couple est reconnu comme l'un des plus grands bienfaiteurs de la Wikimedia Foundation. Il a notamment accordé 5 millions de dollars à Wikimedia endowment en 2017 après avoir rejoint le conseil d'administration de l'organisme.

## Œuvres
- (en)The Narcissism of Minor Differences: How America and Europe are Alike[8].
- (en)The Copyright Wars: Three Centuries of Trans-Atlantic Battle (2014)[9].
- (en)The Politics of Social Solidarity: Class Bases of the European Welfare State, 1875-1975 (Cambridge University Press, 1990)
- (en)Reworking the Past: Hitler, the Holocaust and the Historians' Debate, edited with an introduction (Beacon Press, 1990)
- (en)Contagion and the State in Europe, 1830-1930 (Cambridge University Press, 1999)
- (en)Disease and Democracy: The Industrialized World Faces AIDS (University of California Press, Berkeley, and the Milbank Memorial Fund, New York, 2005)
- (en)The Narcissism of Minor Differences: How America and Europe Are Alike (Oxford University Press, 2009)
- (en)The Copyright Wars: Three Centuries of Trans-Atlantic Battle (Princeton University Press, 2014)
- (en) Command and Persuade: Crime, Law, and the State across History (MIT Press 2023)
- (en) Fighting the First Wave: Why the Coronavirus was Tackled so Differently across the Globe (Cambridge University Press, 2021)
- (en) Athena Unbound: Why and How Scholarly Knowledge Should Be Free for All (The MIT Press, 2023)